# Kevin Roberts
Kevin D. Roberts (nacido el 24 de junio de 1974) es el presidente de The Heritage Foundation, un grupo de expertos políticos conservadores, y su brazo de cabildeo, Heritage Action. Antes de asumir su cargo actual, fue director ejecutivo de otro grupo de expertos conservador, la Texas Public Policy Foundation.  Roberts se desempeñó como presidente del Wyoming Catholic College de 2013 a 2016.  
Después de que Roberts se incorporara a Heritage en el mes de diciembre de 2021, la organización estableció el Proyecto 2025, un plan expansivo para renovar el gobierno federal de los Estados Unidos y consolidar el poder ejecutivo en caso de que el candidato del Partido Republicano ganara las elecciones presidenciales de 2024.

## Temprana edad y educación
Roberts nació en 1974 en Lafayette, Luisiana, a James A. Roberts, Sr. y Susan P. Rabalais. Se graduó de la Escuela Secundaria Lafayette en 1992, obtuvo una licenciatura en historia magna cum laude de la Universidad de Louisiana en Lafayette en 1996, obtuvo un Máster en Artes en Historia de Virginia Tech en 1999, y obtuvo un doctorado en historia estadounidense de la Universidad de Texas en Austin en 2003.

## Carrera

### Colegio Católico de Wyoming
Roberts ejerció el cargo de presidente del Wyoming Catholic College desde 2013 hasta 2016, cuando aceptó su cargo como vicepresidente ejecutivo de la Texas Public Policy Foundation.
Durante su mandato como presidente del Wyoming Catholic College, Roberts rechazó abiertamente los préstamos y becas federales para estudiantes del Título IV y se preocupaba por la libertad religiosa.  La decisión convirtió a la universidad en una de las pocas universidades del país que rechaza dicha financiación. En un artículo sobre la decisión, The New York Times describió a Roberts y sus estudiantes como "católicos vaqueros" por su independencia. 

### Heritage Foundation
Se anunció en octubre de 2021 que Roberts había sido seleccionado para reemplazar a Kay Coles James como presidente de The Heritage Foundation.  
En septiembre de 2023, Roberts fue seleccionado como presidente de Heritage Action, el brazo de cabildeo de The Heritage Foundation, después de que la directora ejecutiva, Jessica Anderson, tomara una licencia en julio de 2023. Roberts "sirve a ambas organizaciones en un papel conjunto".
En enero de 2024, Roberts dijo que no creía que Joe Biden ganara las elecciones presidenciales de 2020 . También señaló que veía el papel de Heritage como una "institucionalización del trumpismo" y agregó que "la ⁣⁣administración Trump⁣⁣, con las mejores intenciones, simplemente tuvo un comienzo lento". Y Heritage y nuestros aliados en el Proyecto 2025 creen que eso nunca debe repetirse". 
Cuando se le preguntó durante una entrevista en junio de 2024 si Heritage aceptaría los resultados de las elecciones presidenciales de 2024, independientemente de su resultado, Roberts respondió: "sí, si no hay un fraude masivo como el que hubo en 2020". A pesar de la persistencia de un movimiento de negación electoral, no se encontró ninguna evidencia de fraude electoral material en 2020. Al presentar datos de la base de datos sobre fraude electoral de Heritage, que indicaban que se registraron sólo 1.513 casos de fraude electoral en los Estados Unidos desde 1982, Roberts respondió que el fraude es "muy complejo de identificar", y que el Partido Demócrata es altamente eficiente en el fraude.   Roberts también afirmó que los liberales "están apoyando la legislación que establece que el aborto puede ocurrir hasta tres días después del nacimiento de la persona".  
Apareciendo en el podcast War Room de Steve Bannon en julio de 2024 para ser entrevistado por el excongresista Dave Brat, Roberts dijo: "Permítanme hablar sobre la izquierda radical. Usted y yo hemos sido parte de facultades y senados de facultades, y entendemos que la izquierda se ha apoderado de nuestras instituciones […] A pesar de todas estas tonterías de la izquierda, vamos a ganar. Estamos en el proceso de recuperar este país […] nuestro lado está ganando“.. "Deberíamos sentirnos realmente alentados por lo que ocurrió ayer", dijo Roberts, en referencia a la decisión de la Corte Suprema en el caso del expresidente Donald Trump de que los presidentes tienen una inmunidad significativa contra ser procesados por acciones en el cargo     continuó: "Estamos en el proceso de la segunda Revolución Americana, que seguirá siendo incruenta si la izquierda lo permite". Poco después, la Fundación emitió un comunicado que agregaba: "Desafortunadamente, tienen un historial bien establecido de instigar lo contrario". 
Días después de que Trump emitiera una declaración que buscaba distanciarse del Proyecto 2025, Roberts dijo: "Así que ninguno de nosotros en el Proyecto 2025 tenemos resentimientos por la declaración porque entendemos que Trump es el abanderado y que está tomando una decisión táctica política allí". 

## Vida personal
Roberts tiene vínculos estrechos y recibe orientación espiritual regular del Catholic Information Center, dirigido por un sacerdote del Opus Dei e incorporado por la archidiócesis de Washington D. C.
Roberts y su esposa, Michelle LaFleur Roberts, quien es católica, tienen cuatro hijos y son miembros de una parroquia de Springfield, Virginia.Su hijo mayor nació mientras escribía su tesis doctoral.
Varios excolegas de Roberts de la Universidad Estatal de Nuevo México han alegado que Roberts les dijo que había matado al pitbull de su vecino con una pala porque los ladridos del perro molestaban a su familia. Roberts lo ha negado, afirmando: «Esta es una historia completamente falsa e infundada, sin ninguna prueba».